# Tweede Kamerverkiezingen 2012/Kandidatenlijst/CDA
Op 12 juni 2012 werd de conceptlijst voor de Tweede Kamerverkiezingen 2012 voor het CDA bekendgemaakt. Op 30 juni werd de definitieve lijst bekendgemaakt. Elly Blanksma ging van de lijst wegens haar benoeming als burgemeester en Herma Boom zakte van 13 naar 15. Daarnaast steeg Madeleine van Toorenburg van 14 naar 12 en kwam Pieter Omtzigt alsnog op de lijst na veel ophef daarover, op plek 39. Erik Ronnes steeg van plek 24 naar plek 14. Remko ten Barge werd op plaats 54 gezet.

## De lijst
- vet: verkozen
- schuin: voorkeurdrempel overschreden

1. Sybrand van Haersma Buma - 517.397 stemmen
2. Mona Keijzer - 127.446
3. Sander de Rouwe - 15.814 (Tweede Kamer verlaten op 19-05-2015)
4. Raymond Knops - 8.466
5. Michel Rog - 1.382
6. Eddy van Hijum - 2.719 (Tweede Kamer verlaten op 11-11-2014)
7. Hanke Bruins Slot - 3.765
8. Jaco Geurts - 5.648
9. Agnes Mulder - 9.824
10. Peter Oskam - 702 (Tweede Kamer verlaten op 04-01-2016)
11. Pieter Heerma - 981
12. Madeleine van Toorenburg - 3.558
13. Martijn van Helvert - 13.952 (In de Tweede Kamer gekomen op 12-11-2014)
14. Erik Ronnes - 3.985 (In de Tweede Kamer gekomen op 20-05-2015)
15. Herma Boom - 2.578 (in 2013 overleden)[1]
16. Mustafa Amhaouch - 1.949 (In de Tweede Kamer gekomen op 12-01-2016)
17. Marieke van der Werf - 809
18. Bernard Schermers - 477
19. Patricia de Milliano - 6.104
20. Marc Jager - 5.237
21. Harry van der Molen - 1.196
22. Dinand Ekkel - 594
23. Arjan Erkel - 3.515
24. Turan Yazir - 4.158
25. Michiel Holtackers - 347
26. Elske van der Mik - 949
27. Dave Ensberg-Kleijkers - 678
28. Efsthathios Andreou - 137
29. Wilma van der Rijt-van der Kruis - 970
30. Ties Sweyen - 732
31. Anne-Marie Vreman - 406
32. Yang Soo Kloosterhof - 487
33. Nelleke Weltevrede - 335
34. Gerben Karssenberg - 237
35. Merijn Snoek - 424
36. Ebubekir Öztüre - 6.003
37. Han Hoogma - 1.227
38. Ellen Verkoelen - 455
39. Pieter Omtzigt - 36.750
40. Jobke Vonk-Vedder - 221
41. Jan Eerbeek - 369
42. Dirk van de Mast - 136
43. Chantal van Steenderen-Broekhuis - 228
44. John van Hal - 426
45. Margriet van de Vooren - 163
46. Claudia Füss-Buitenhuis - 397
47. Hans Moerland - 129 (30-10-2012 overleden)[2]
48. Geeske Telgen-Swarts - 326
49. Mitra Rambaran - 442
50. Jan Kramer - 404
51. Jeffrey Agtmaal - 820
52. Fons d'Haens - 1.246
53. Jan-Jaap de Haan - 177
54. Remko ten Barge - 2.918
55. Gert Boeve - 105
56. Erik de Ridder - 205
57. Hugo de Jonge - 545

1977 · 1981 · 1982 · 1986 · 1989 · 1994 · 1998 · 2002 · 2003 · 2006 · 2010 · 2012 · 2017 · 2021 · 2023
VVD · PvdA · PVV · CDA · SP · D66 · GroenLinks · ChristenUnie · SGP · Partij voor de Dieren · Piratenpartij · MenS · Nederland Lokaal · Libertarische Partij · DPK · 50PLUS · LibDem · Anti Europa Partij · SOPN · PvdT · Politieke Partij NXD